# ToyChamp
ToyChamp is een speelgoedwinkelketen en telt in totaal negen winkels in Vlaanderen en vierentwintig winkels in Nederland. Het hoofdkantoor is gevestigd in Genk.

## Geschiedenis
ToyChamp werd in 2001 opgericht door de familie Nolmans. Koen Nolmans, de huidige CEO, verkende de speelgoedsector in 1989 toen in het bedrijf van zijn vader stapte: Nolmans Familiewinkels NV. Ook broers Wim Nolmans en Frank Nolmans sloten zich hierbij aan. In 2000 werd Nolmans Familiewinkels NV verkocht aan investeringsmaatschappij Mitiska NV; hieruit ontstond de Belgische speelgoedketen Fun.
In 2001 startte de familie Nolmans samen met een Nederlandse partner een nieuwe winkelformule op in Nederland: ToyChamp. In minder dan één jaar tijd werden vijf filialen geopend in Roosendaal, Hilversum, Amsterdam, Bergen op Zoom en Eindhoven.
ToyChamp Belgium NV werd in 2004 opgericht, en er opende twee winkels in Lanaken en Sint-Truiden. In de jaren hierna volgden er nog meer vestigingen en zo telt de ToyChamp groep begin 2023 33 filialen, waarvan negen in België en vierentwintig in Nederland.
In 2017 opende de speelgoedketen in Amersfoort een winkel van 2200 vierkante meter. Een jaar later maakte het bedrijf bekend elk jaar drie of vier nieuwe winkels te willen openen. De oppervlakte van haar distributiecentra werd bijna verviervoudigd naar 18.000 vierkante meter, en zal voor twee derde worden voorzien van zonnepanelen.
De speelgoedketen krijgt in 2019 een vestiging aan het Groningse Sontplein als vervanger van het failliete Intertoys. Aanvankelijk zou ToyChamp zich vestigen in het nieuwe Cambuurstadion in Leeuwarden, maar koos ervoor om een winkel te openen op de plek van de Intertoys XL.
Begin 2023 raakte bekend dat ToyChamp driekwart van de aandelen in DreamLand van Colruyt Group overneemt.

## Assortiment
ToyChamp biedt producten als speelgoed, multimedia, schoolbenodigdheden, gadgets en buitenspeelgoed aan, zowel online als in de winkels.

## Winkelmascotte
De winkelmascotte van ToyChamp heet Champy. De mascotte is een aapje met grote oren, een blauw overhemd en een petje.